# Liste der Monuments historiques in Boult
Die Liste der Monuments historiques in Boult führt die Monuments historiques in der französischen Gemeinde Boult auf.

## Liste der Immobilien
| Bezeichnung       | Beschreibung | Standort                    | Kennzeichnung | Schutzstatus | Datum | Bild           |
| ----------------- | --- | --------------------------- | ------------- | ------------ | ----- | -------------- |
| Kirche St-Maurice | zwischen 1723 und 1728 erbaut, Architekt Jean-François Lurion de l’Egouthail, Bildhauer Jean-Pierre Galezot                                                   | Rue de l’Église (Lage)      | PA70000095    | Inscrit      | 2009  | weitere Bilder |
| Château de Boult  | Schloss, um 1745 erbaut, Architekt Claude-Damien Gardaire; mit den Wirtschafts- und Nebengebäuden und dem Park (mit Grotte, Umfassungsmauern und Gittertoren) | 12 rue du Château (Lage)    | PA70000023    | Inscrit      | 1998  | weitere Bilder |
| Grande Fontaine   | Brunnen- und Waschhaus, 1820/21 erbaut, Architekt Georges Costain                                                                                             | Place de la Fontaine (Lage) | PA70000002    | Inscrit      | 1996  | weitere Bilder |

## Liste der Objekte
| Bezeichnung                | Beschreibung | Standort                        | Kennzeichnung | Schutzstatus   | Datum     | Bild |
| -------------------------- | --- | ------------------------------- | ------------- | -------------- | --------- | ---- |
| Taufaltar                  | Taufretabel, Taufvase, Frère-Guérin-Retable und drei Skulpturen; Stuck, farbig gefasst, 18. Jahrhundert                                                     | in der Kirche St-Maurice (Lage) | PM70002553    | Inscrit        | 1974      |      |
| Hauptaltar                 | Altartisch, Tabernakel, Retabel, Gemälde und Kommunionbank; Holz und Stuck, farbig gefasst, Ölfarbe auf Leinwand, Schmiedeeisen, Mitte des 18. Jahrhunderts | in der Kirche St-Maurice (Lage) | PM70000136    | Classé         | 1970      |      |
| Kanzel                     | Holz, Mitte des 18. Jahrhunderts | in der Kirche St-Maurice (Lage) | PM70000137    | Classé         | 1970      |      |
| Ziborium                   | Silber, Mitte des 18. Jahrhunderts, Goldschmied Simon Charmet                                                                                               | in der Kirche St-Maurice (Lage) | PM70000138    | Classé         | 1970      |      |
| Gittertür                  | Schmiedeeisen, Mitte des 18. Jahrhunderts | in der Kirche St-Maurice (Lage) | PM70000139    | Classé         | 1970      |      |
| Kelch                      | Silber, vergoldet, um 1785, Goldschmied Antoine Nouveau | in der Kirche St-Maurice (Lage) | PM70000140    | Classé         | 1970      |      |
| Krankenziborium            | Silber, gemarkt 1698/99, Goldschmied Charles-Oger Chenevière                                                                                                | in der Kirche St-Maurice (Lage) | PM70000141    | Classé         | 1970      |      |
| Orgel                      | Ensemble aus PM70000142 und PM70003730 | in der Kirche St-Maurice (Lage) | PM70003791    | Classé Inscrit | 1972 2007 |      |
| Orgelempore und -prospekt  | 1864 gebaut | in der Kirche St-Maurice (Lage) | PM70003730    | Inscrit        | 2007      |      |
| Instrumentalteil der Orgel | 1864 von Claude-Ignace Callinet gebaut | in der Kirche St-Maurice (Lage) | PM70000142    | Classé         | 1972      |      |
| Prozessionskreuz           | Metall, versilbert, 18. Jahrhundert | in der Kirche St-Maurice (Lage) | PM70000143    | Classé         | 1972      |      |
| Maria-Rosenkranz-Altar     | rechter Seitenaltar; Altartisch, Retabel und Gemälde; Holz, farbig gefasst, Ölfarbe auf Leinwand, 18. Jahrhundert                                           | in der Kirche St-Maurice (Lage) | PM70000144    | Classé         | 1972      |      |
| Linker Seitenaltar         | Altartisch, Retabel und Gemälde; Holz, farbig gefasst, Ölfarbe auf Leinwand, 18. Jahrhundert, Gemälde von Donat Nonnotte                                    | in der Kirche St-Maurice (Lage) | PM70000145    | Classé         | 1972      |      |
| Zwei Reliquiare            | Holz, vergoldet, 18. Jahrhundert | in der Kirche St-Maurice (Lage) | PM70000146    | Classé         | 1972      |      |